# ساندي هودج
ساندي هودج (بالإنجليزية: Sandy Hodge)‏ هو لاعب كرة قدم بريطاني في مركز الدفاع، ولد في 4 أكتوبر 1980. لعب مع كوين أوف ساوث ونادي ألوا أثليتيك ونادي بارتيك ثيسل ونادي كاودينبيث وهاميلتون أكاديميكال.

## وصلات خارجية
- ساندي هودج على موقع Soccerbase.com (لاعب) (الإنجليزية)